# Берлинчани
Това е списък на известни личности, свързани с град Берлин.

## Родени в Берлин
- Емил дю Боа-Реймон (1818 – 1896), физиолог
- Ернст Вилхелм фон Брюке (1819 – 1892), физиолог
- Алфред Вегенер (1880 – 1930), учен
- Марлене Дитрих (1901 – 1992), певица и актриса
- Нели Закс (1891 – 1970), шведска писателка
- Фридрих Земиш (1896 – 1975), шахматист
- Мартин Кесиджи (р. 1973), музикант
- Нико Ковач (р. 1971), хърватски футболист
- Роберт Ковач (р. 1974), хърватски футболист
- Лудвиг Лахман (1906 – 1990), икономист
- Лия Лис (1908 – 1986), актриса
- Кристиан Лоренц (р. 1966), музикант
- Густав Лорцинг (1801 – 1851), композитор
- Александер Озанг (р. 1963), писател
- Петер Симон Палас (1741 – 1811), биолог
- Андре Превин (1929 – 2019), американски композитор
- Клаус Райнхарт (р. 1941), генерал
- Курт Рихтер (1900 – 1969), шахматист
- Лудвиг Тик (1773 – 1853), поет
- Дитрих Фишер-Дискау (1925 – 2012), певец
- Фридрих Вилхелм I (1688 – 1740), крал на Прусия
- Фридрих II (1712 – 1786), крал на Прусия
- Паул фон Хайзе (1830 – 1914), писател, поет и драматург
- Файт Харлан (1899 – 1964), режисьор
- Александър фон Хумболт (1769 – 1859), естественик
- Пламен Цветков (р. 1951), български историк
- Макс Шрек (1879 – 1936), актьор
- Ани Лозанова (р. 1975), българска поп-рок певица
- Габи Новак (р. 1936), хърватска поп и джаз певица

## Починали в Берлин
- Йоханес Агрикола (1494 – 1566), теолог
- Емил дю Боа-Реймон (1818 – 1896), физиолог
- Франц Боп (1791 – 1867), езиковед
- Бертолт Брехт (1898 – 1956), поет
- Карл Вайерщрас (1815 – 1897), математик
- Маркус Волф (1923 – 2006), офицер
- Адолф Енглер (1844 – 1930), ботаник
- Ойген Голдщайн (1850 – 1930), физик
- Кристиан Готфрид Еренберг (1795 – 1876), биолог и геолог
- Фердинанд Зауербрух (1875 – 1951), хирург
- Фридрих Земиш (1896 – 1975), шахматист
- Бисер Киров (1942 – 2016), български поп певец
- Хайнрих Фридрих Линк (1767 – 1850), ботаник
- Густав Лорцинг (1801 – 1851), композитор
- Айлхард Мичерлих (1794 – 1863), химик
- Теодор Момзен (1817 – 1903), историк
- Карл фон Осиецки (1889 – 1938), журналист
- Петер Симон Палас (1741 – 1811), биолог
- Симон Пелутие (1694 – 1757), историк
- Йохан Кристиан Погендорф (1796 – 1877), физик
- Васил Радославов (1854 – 1929), български политик
- Курт Рихтер (1900 – 1969), шахматист
- Юрий Самарин (1819 – 1876), руски философ
- Хенрик Стефенс (1773 – 1845), философ
- Лудвиг Тик (1773 – 1853), поет
- Фридрих I (1675 – 1713), крал на Прусия
- Фридрих Вилхелм III (1770 – 1840), крал на Прусия
- Клаус Фукс (1911 – 1988), физик
- Херман фон Хелмхолц (1821 – 1894), физик и физиолог
- Ернст Вилхелм Хенгстенберг (1802 – 1869), теолог
- Адолф Хитлер (1889 – 1945), политик
- Якоб Вант Хоф (1852 – 1911), холандски химик
- Александър фон Хумболт (1769 – 1859), естественик
- Карл Фридрих Шинкел (1781 – 1841), архитект
- Александър Яшченко (1877 – 1934), руски юрист

## Българи, свързани с Берлин
- Райко Даскалов (1886 – 1923), политик, учил финанси през 1907 – 1912
- Първан Драганов (1890 – 1945), офицер и политик, военен аташе 1932 – 1935 и посланик 1938 – 1942
- Кирил (1901 – 1971), духовник, специализира философия през 1928 – 1930
- Андрей Ляпчев (1866 – 1933), политик, учил икономика и история в края на 19 век
- Гео Милев (1895 – 1925), поет, живял в града през 1918 – 1919
- Никифор Никифоров (1858 – 1935), офицер, посланик през 1904 – 1910
- Жеко Радев (1875 – 1934), географ, учил география в началото на 20 век
- Васил Радославов (1854 – 1929), политик, живял в града в края на живота си
- Димитър Савов (1887 – 1951), предприемач, завършва финанси през 1910
- Петко Тодоров (1879 – 1916), писател, учил литература в края на 19 век
- Александър Цанков (1879 – 1959), политик, учил икономика през 1906 – 1907
- Янко Янев (1900 – 1944), поет и философ, живял в града след 1934 г.
- Бисер Киров (1942 – 2016), български поппевец, музикант, композитор, телевизионен водещ, режисьор, продуцент и дипломат, живял и творил дълги години в Берлин
- Пламен Цветков (1951 – 2015), историк, роден и живял в града за известен период
- Елеонора Александрова балерина, танцувала в театъра на града повече от 18 години

## Други личности, свързани с Берлин
- Шмуел Йосеф Агнон (1888 – 1970), израелски писател, живее в града през 1913 – 1924
- Иво Андрич (1892 – 1975), югославски писател, посланик през 1939 – 1941
- Вернер фон Браун (1912 – 1977), физик и изобретател, учил в града до 1934
- Лудвиг Витгенщайн (1889 – 1951), австрийски философ, учил инженерство през 1906 – 1908
- Денис Габор (1900 – 1979), унгарски физик, учил и живял в града през 1924 – 1933
- Ерих Кестнер (1899 – 1974), писател, живял в града след 1927
- София Ковалевска (1850 – 1891), руска математичка, живял в града през 1870 – 1874
- Робърт Кох (1843 – 1910), биолог, живял в града след 1885
- Клеменс фон Метерних (1773 – 1858), австрийски политик, посланик в началото на 19 век
- Владимир Набоков (1899 – 1977), руски писател, живял в града през 1925 – 1937
- Леонард Ойлер (1707 – 1783), швейцарски учен, живял в града през 1741 – 1766
- Бернхард Риман (1826 – 1866), математик, учил в града през 1847 – 1849
- Джон Огъстъс Рьоблинг (1806 – 1869), американски инженер от немски произход, учил в града през 1820-те
- Аркадий Фидлер (1894 – 1985), полски писател, учил естествознание в началото на 20 век
- Фриц Хабер (1868 – 1934), химик, живял в града през 1911 – 1934
- Герхард Хауптман (1862 – 1946), писател и драматург, живял в града в края на 19 и началото на 20 век
- Карел Чапек (1890 – 1938), чешки писател, учил философия в началото на 20 век
- Ватрослав Ягич (1838 – 1923), хърватски езиковед, преподавал славистика през 1874 – 1880